# Bonifacio I de Saboya

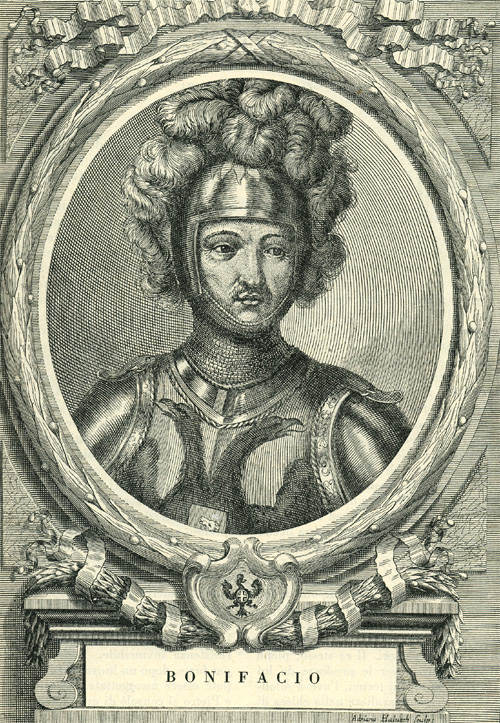
Bonifacio I de Saboya

Bonifacio (Chambéry, 1244/1245-mortalmente herido en el campo de batalla en 1263) Conde de Saboya desde el año 1253 hasta el 1263, sucediendo a su padre Amadeo IV de Saboya. Nunca se casó ni tuvo descendencia. No hay que confundirlo con su tío Bonifacio de Saboya, Arzobispo de Canterbury.

## Biografía
Desde que se convirtió en conde de Saboya a la edad de nueve años, requirió de una regencia. A lo largo de la década anterior a su muerte, Saboya se rigió a través de una regencia conjunta parecida a la que se ideó para su abuelo Tomás I en 1189, en la que la autoridad era compartida entre su madre, Cecilia del Balzo, y uno de sus tíos, Tomás II, Conde de Piamonte. Otros tíos de Bonifacio, Pedro II y Felipe I disputaron este, tratando de dividir muchas de las propiedades del Condado, pero Tomás lo llevó a un arbitraje por el tratado de familia de 1234 que había sido negociado por su hermano Guillermo y ganaron. Los tíos, sin embargo recibieron una indemnización a cambio, recibir más propiedades dentro del Condado. Cuando Tomás murió en 1259, Cecilia continuó como regente en Saboya. Bajo su regencia, Felipe y Pedro continuaron su trabajo previo de ampliar el control y la influencia del Condado de Saboya.Cox 1974, p. 279-291.
Las campañas de Bonifacio en Flandes y Piamonte no tuvieron éxito. En septiembre de 1262, Rodolfo de Ginebra ofreció homenaje a su primo Bonifacio después de otra fase de la guerra entre Pedro y sus parientes en Ginebra.
Muerto Federico II Hohenstaufen y habiendo sido reconocido por los Astigianos el nuevo emperador Conrado, conde de Holanda, el Papa llevó a Tomás II, tío y tutor del conde Bonifacio, para declarar su guerra en alianza con el pueblo de Turín y Chieri, con el marqués de Monferrato, con el Marqués Manfredi Lancia y los alejandrinos.
Pero en Montebruno, en Pinerolo, Asti derrotó a la alianza y tomó prisionero el conde Tomás, que, para recuperar la libertad, el 8 de febrero de 1257 tuvo que renunciar a todos los derechos de la ciudad de Turín y otras tierras vecinas. Bonifacio intentó vengar a su tío, pero en la lucha contra Asti y Monferrini fue derrotado. Algunas crónicas dicen que cayó en manos de los ganadores, fue encerrado en una prisión horrible, a las afueras de Turín, donde, abrumado por el dolor, murió en el año 1263 y fue enterrado en la Sacra di San Michele, en San Ambrosio de Turín. Fue sucedido por su tío Pedro II.
Se le dio el nombre de Orlando por su carácter guerrero y caballeresco: leyendas románticas se entrelazan en la vida de este príncipe que murió muy joven.